# Inhibiteur de carboxypeptidase de pomme de terre
Un inhibiteur de carboxypeptidase de pomme de terre (PCI, potato carboxypeptidase inhibitor) est un peptide inhibiteur de protéase naturellement présent dans les pommes de terre qui peut former des complexes avec plusieurs métallo-carboxypeptidases, en les inhibant d'une manière fortement concurrentielle avec un Ki dans une gamme nanomolaire
Le PCI est constitué de 39 acides aminés (masse moléculaire : 4295 Da), formant un noyau globuleux de 27 résidus stabilisés par trois ponts disulfures et une extrémité C-terminale avec des résidus 35-39. 
Le PCI contient un petit module riche en cystéine, appelé T-knot scaffold, qui est partagé par plusieurs familles de protéines différentes, y compris la famille de l'EGF ,,.

## Propriétés médicales
Du fait des similarités structurelles avec l'EGF, le PCI inhibe la croissance des cellules tumorales.
Le mécanisme d'action est l'inhibition de la dimérisation et de la trans-autophosphorylation du récepteur induite par le facteur de croissance épidermique (EGF). 
Le PCI bloque la formation et l'activation des hétérodimères ErbB1/ErbB-2 (EGFR et HER2) qui jouent un rôle éminent dans le développement des carcinomes.
Le PCI inhibe aussi le facteur de croissance transformante alpha (TGF-alpha). 
En outre, pour les enzymes pancréatiques carboxypeptidase A et B, le PCI inhibe aussi la carboxypeptidase R sans affecter l'activité de la carboxypeptidase N dans la circulation et est par conséquent utilisé en thérapie thrombolytique (lyse de caillot sanguin),.